# 764-es busz
A 764-es jelzésű elővárosi autóbusz Budapest, Kelenföld vasútállomás (Őrmező) és Biatorbágy, Tópark között közlekedik. A járatot a MÁV Személyszállítási Zrt. üzemelteti.

## Története
2019. december 16-án új járat indult munkanapokon a biatorbágyi Tópark kiszolgálására Kelenföld vasútállomás őrmezői oldaláról, óránkénti követéssel.

## Útvonala
| Biatorbágy, Tópark felé |
| Budapest, Kelenföld vasútállomás M (Őrmező) vá. – Koszorúslány utca – aluljáró – Budaörsi út – autópálya-bevezető – autópálya – Tóparki lehajtó – Sasbérc utca – Biatorbágy, Tópark vá. |
| Budapest, Kelenföld vasútállomás (Őrmező) felé |
| Biatorbágy, Tópark vá. – Sasbérc utca – Tóparki felhajtó – autóút – autópálya – autópálya-bevezető – Koszorúslány utca – Budapest, Kelenföld vasútállomás M (Őrmező) vá.                |

## Megállóhelyei
| 0                             | Budapest, Kelenföld vasútállomás M (Őrmező) végállomás | 15 | 1, 19, 49 8E, 40, 40B, 40E, 53, 58, 87, 87A, 88, 88A, 101B, 101E, 108E, 141, 150, 150B, 153, 154, 172, 173, 187, 188, 188E, 250, 250B, 251, 251A, 251E, 272 689, 691, 710, 712, 715, 720, 722, 724, 725, 732, 734, 735, 736, 760, 762, 763, 767, 770, 774, 775, 778, 779, 798, 799 S10 G10 S12 S30 Z30 S34 S35 S36 S40 G40 Z40 S42 Z42 G43 G44 IC, EC, EN, sebesvonat, gyorsvonat, expresszvonat, |
| 2                             | Budapest, Sasadi út                                    | 14 | 8E, 40, 40B, 40E, 53, 87, 88, 88A, 108E, 139, 140, 140A, 150, 150B, 153, 154, 172, 173, 187, 188E, 240, 272 1172, 1173, 1174, 1175, 1176, 1177, 1183, 1184, 1185, 1188, 1189, 1190, 1193, 1194, 1201, 1205, 1212, 1215, 1216, 1229, 1251, 1253, 1254, 1257, 1268 |
| Budapest közigazgatási határa |                                                        |    | |
| 14                            | Biatorbágy, Tópark végállomás                          | 0  | |